# 世界裸體騎行

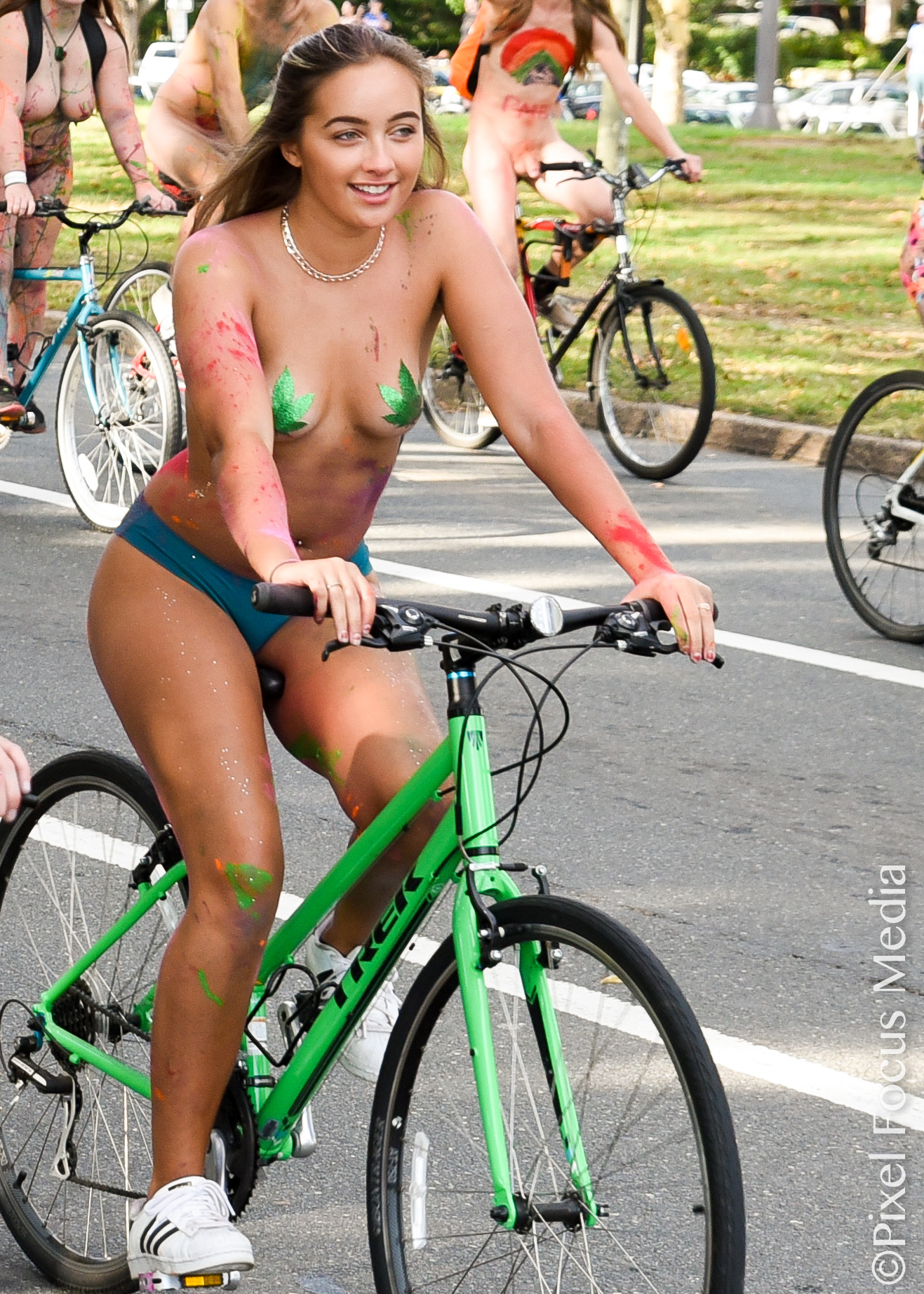
2017年摄于費城

世界裸體騎行（英文：World Naked Bike Ride，縮寫：WNBR），或稱世界裸體自行車遊行，是一個國際性的可穿可不穿（cloth-optional）的自行車騎行活動及組織，參與者集體規劃及聚會，共同以人力交通工具（主要是自行車，也有少數滑板及直排輪鞋等）騎車，以號召人們「拒絕對石油的依賴，並且讚頌我們身體的力量與個人性」。
選擇服裝類型的口號是「裸體到你所敢做的範圍」。全裸或者部分裸體（特別是除去上衣）都是受到鼓勵的，但並不強制所有的參與者都必須如此。相對於其他的騎車活動，世界裸體自行車遊行組織的一項特色，就是嚴格禁止要求人們必須至少遮掩一部分身體。
創意表現型態也受到鼓勵，以便在騎乘過程中，創造一個有趣的令人沉浸其中的氣氛，來吸引路人與媒體的關注和想像，並使騎乘者的這個經驗更加個人化與令人滿足。形體藝術（例如，人體彩繪）是常見的創造表現型態，還包括服裝，藝術自行車，可攜式揚聲系統（如公共廣播系統、電動擴音器、手提式音響）和樂器，以及其他類型的喧鬧聲音。
對於世界裸體自行車遊行組織而言，行前派對已成為他們內部的活動，內容包括樂團、DJ、身體彩繪、臨時搭建結構(或裝置藝術)、政治論壇與飲食。除了能在社區街道上除去衣服束縛而騎車，一些騎車者已樹立了先例，藉由人體彩繪派對，其中也包含了眾多的裸體騎車者與藝術家，在可讓許多人看見的市區公園內騎車。
這種獨特的單車臨界量（Critical Mass）形式，經常被描繪或歸類成一種政治抗議、街頭劇場、車輪上的聚會、裸奔、公開裸體，以及可穿可不穿的休閒活動，因此吸引了大批參與者。

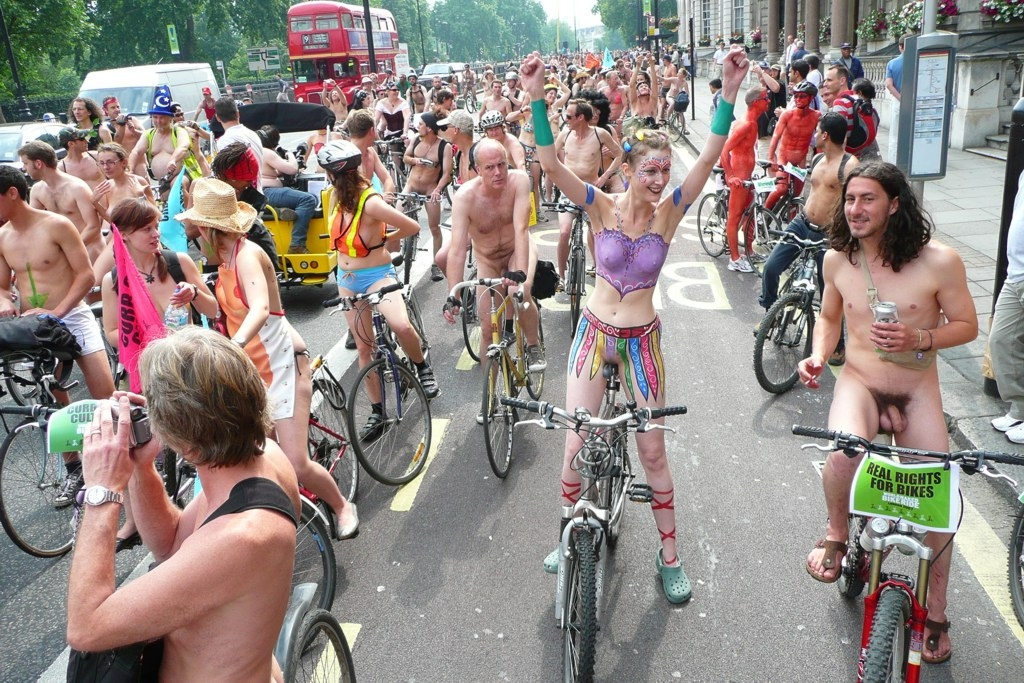
2007年6月9日，英國
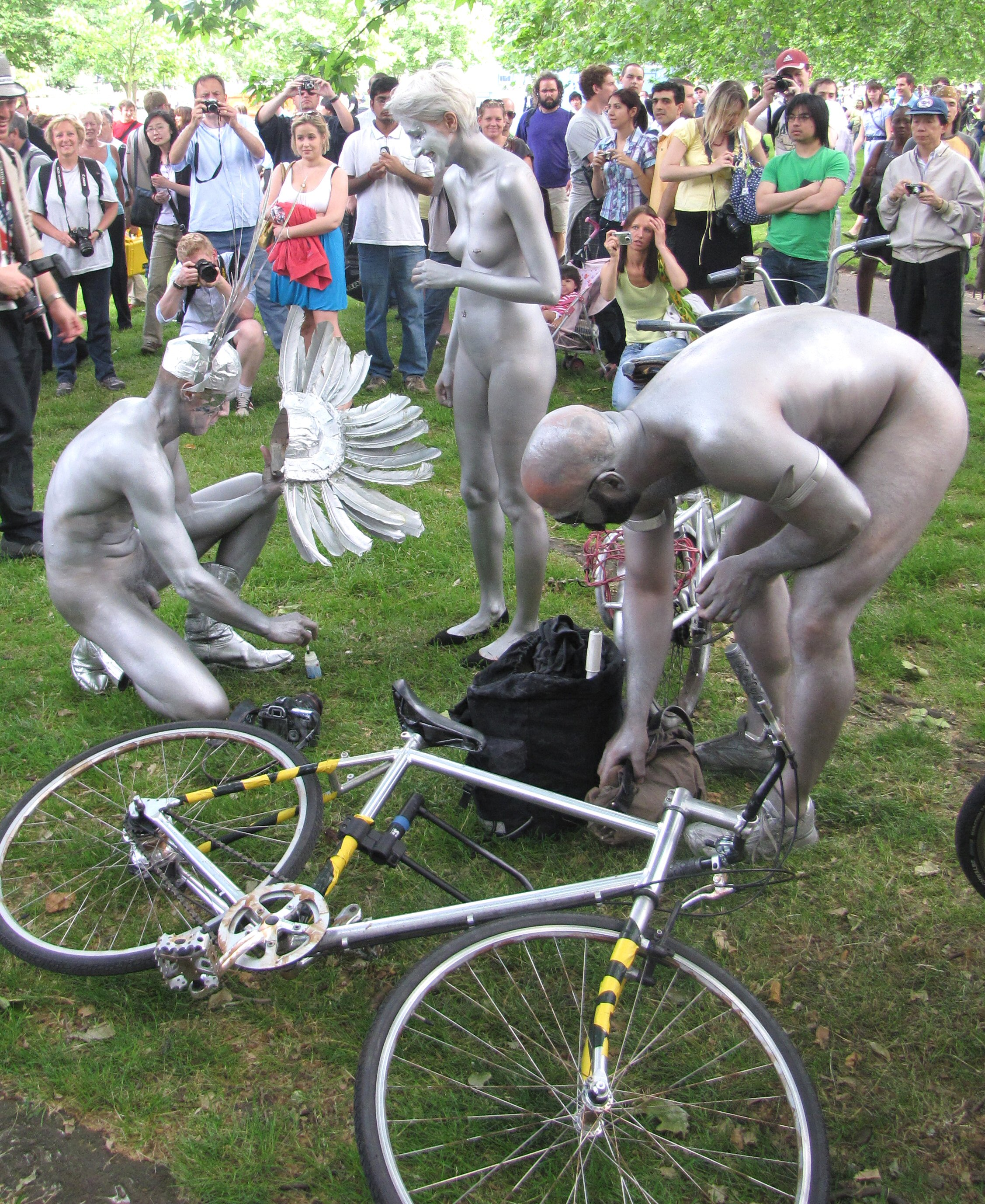
2009年6月13日，倫敦
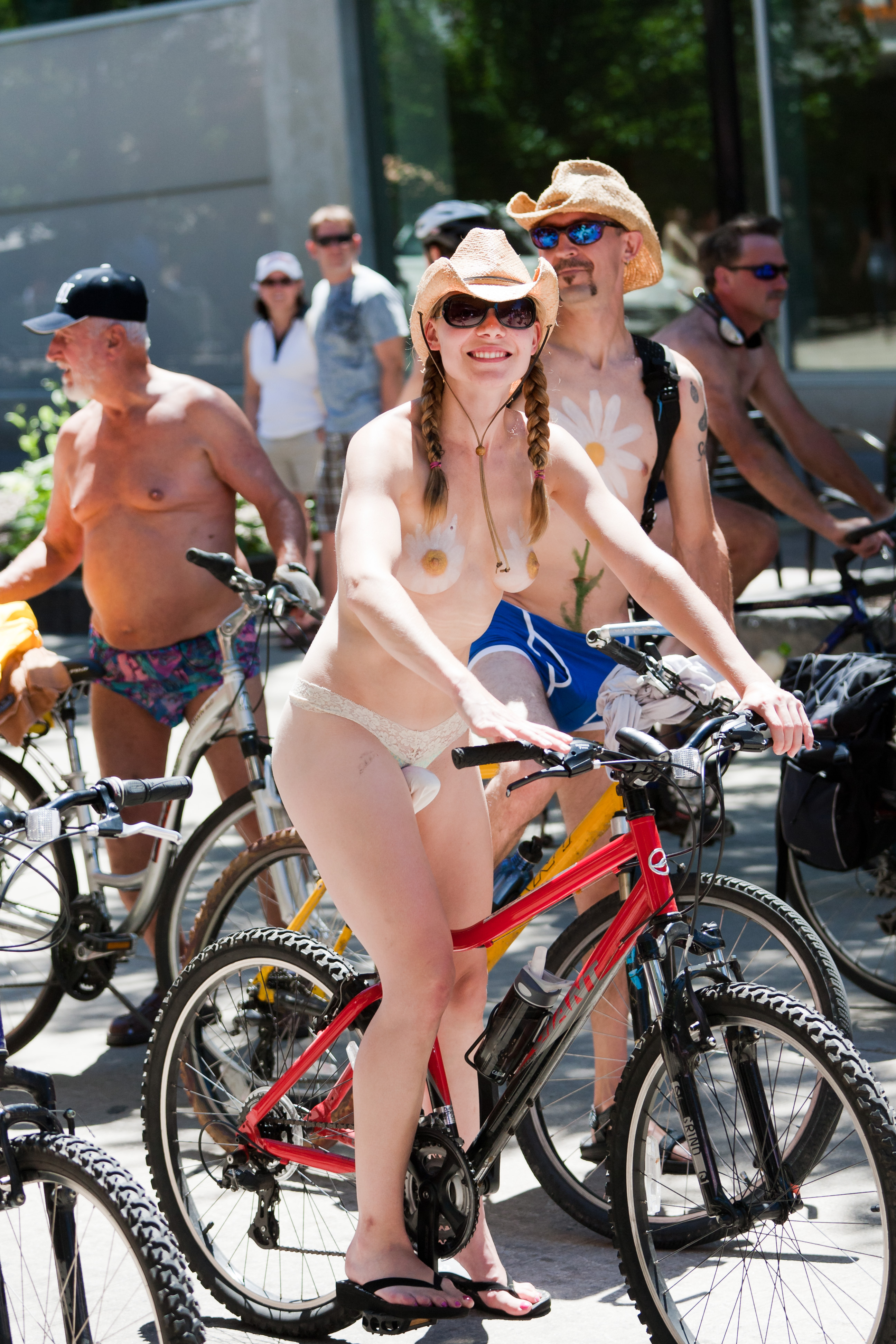
2010年6月19日

## 引用
1. ↑  Germany, SPIEGEL ONLINE, Hamburg. . SPIEGEL ONLINE.   [2017-03-03]. （原始内容存档于2017-03-03）.

## 連結
- 官方網站（页面存档备份，存于）（英文）